# Viaduc des Coucuts
Le viaduc des Coucuts, souvent simplement appelé viaduc de Boulogne-sur-Gesse, est un viaduc ferroviaire de l'ancienne ligne de Toulouse à Boulogne-sur-Gesse. Il est situé sur le territoire de la commune de Boulogne-sur-Gesse dans le département de la Haute-Garonne en région Occitanie.

## Situation ferroviaire
Le viaduc des Coucuts d'une longueur de 97 mètres, était situé au point kilométrique (PK) 96,5 de la ligne de Toulouse à Boulogne-sur-Gesse (à voie unique), entre les anciennes gares de Boulogne-sur-Gesse et de Blajan. Il enjambe le ruisseau du Coucut un affluent de la Gesse.
Il était le viaduc le plus imposant de la ligne.

## Historique

### Chronologie
1er août 1901 : Inauguration du viaduc.
31 décembre 1949 : Fermeture au trafic ferroviaire.

## Caractéristiques
Le viaduc construit en brique toulousaine et en pierre a une longueur de 97 mètres.

## Galerie

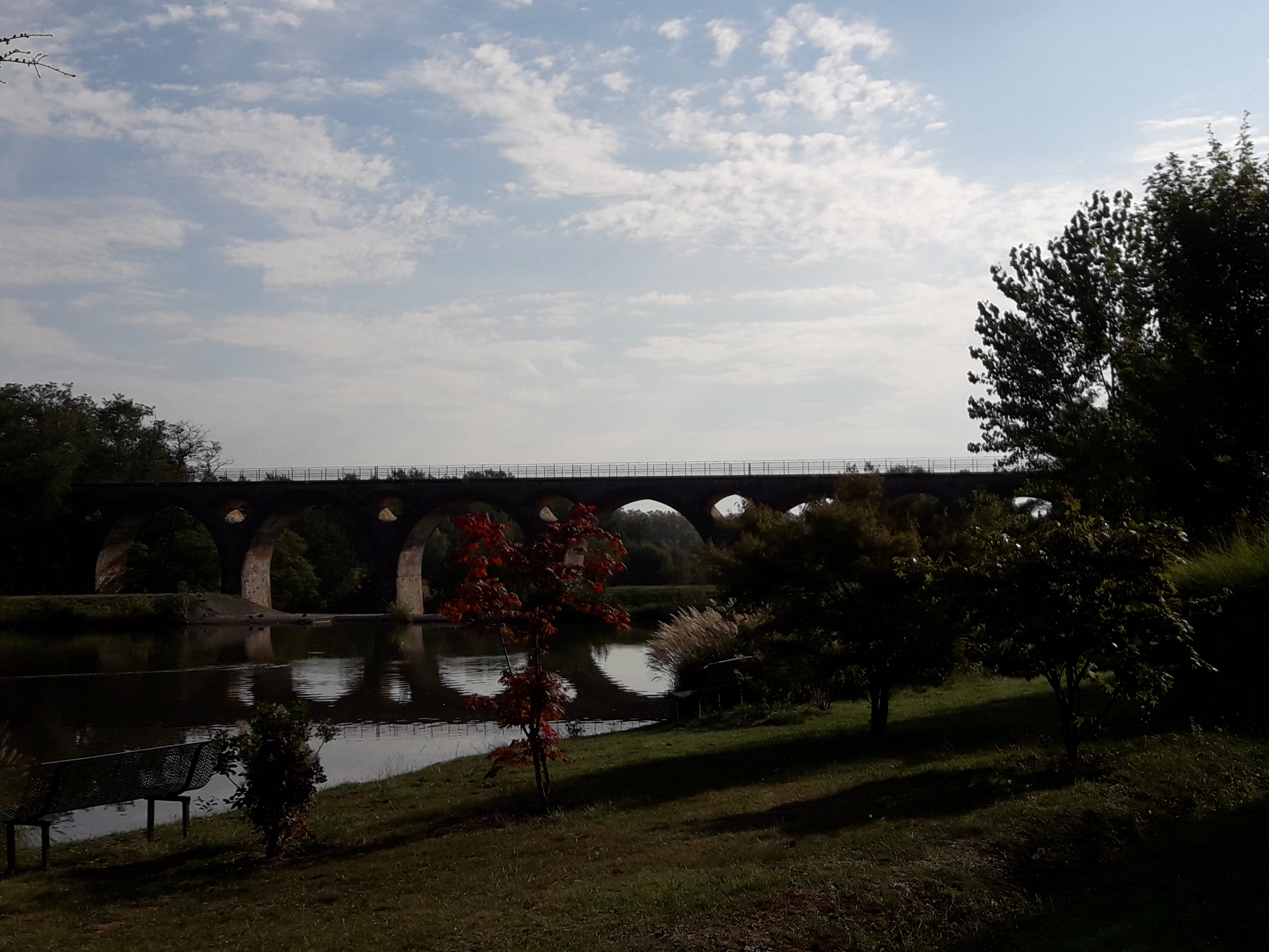
Le viaduc vu depuis la rive sud du lac.
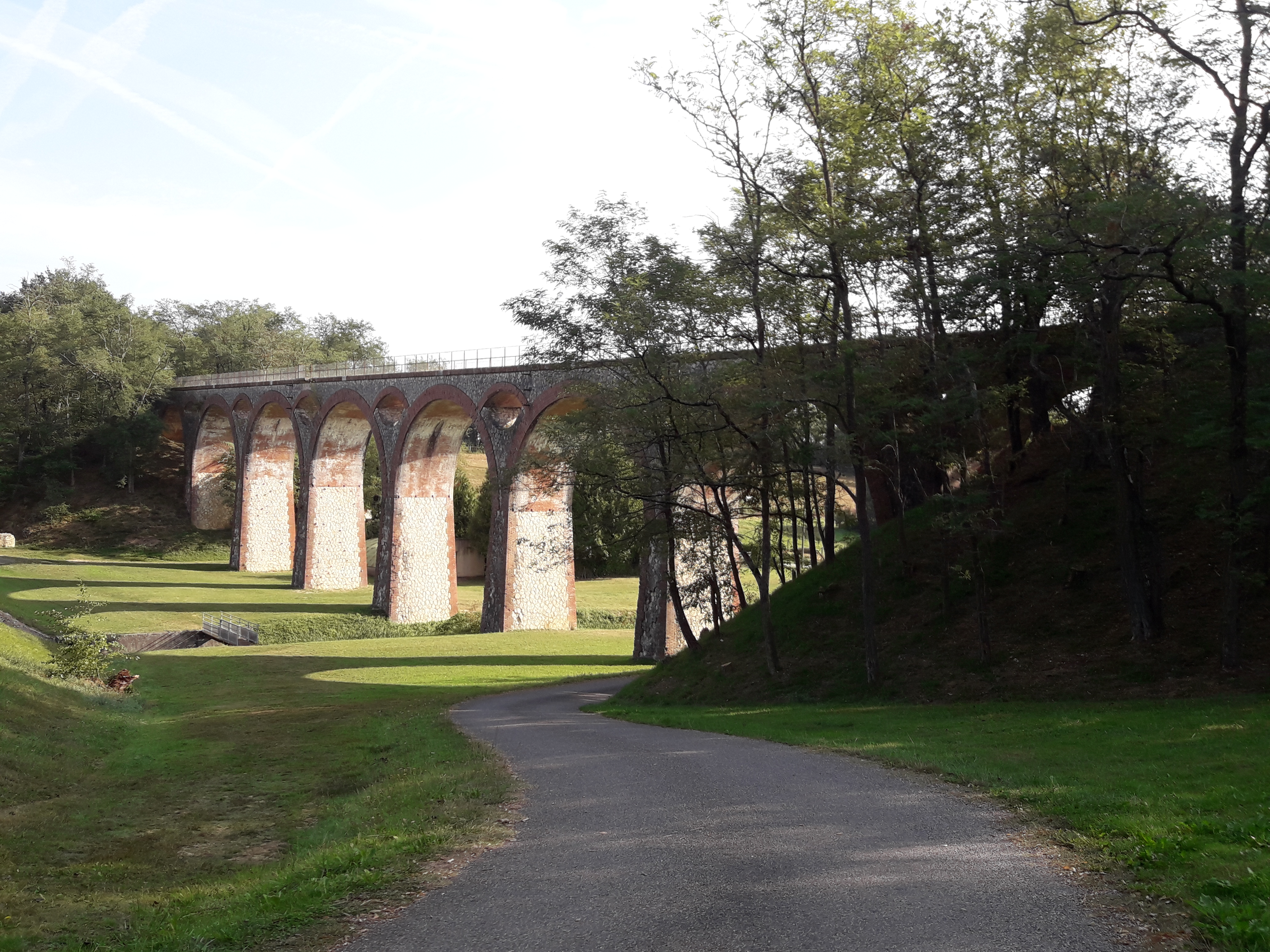
Autre vue.
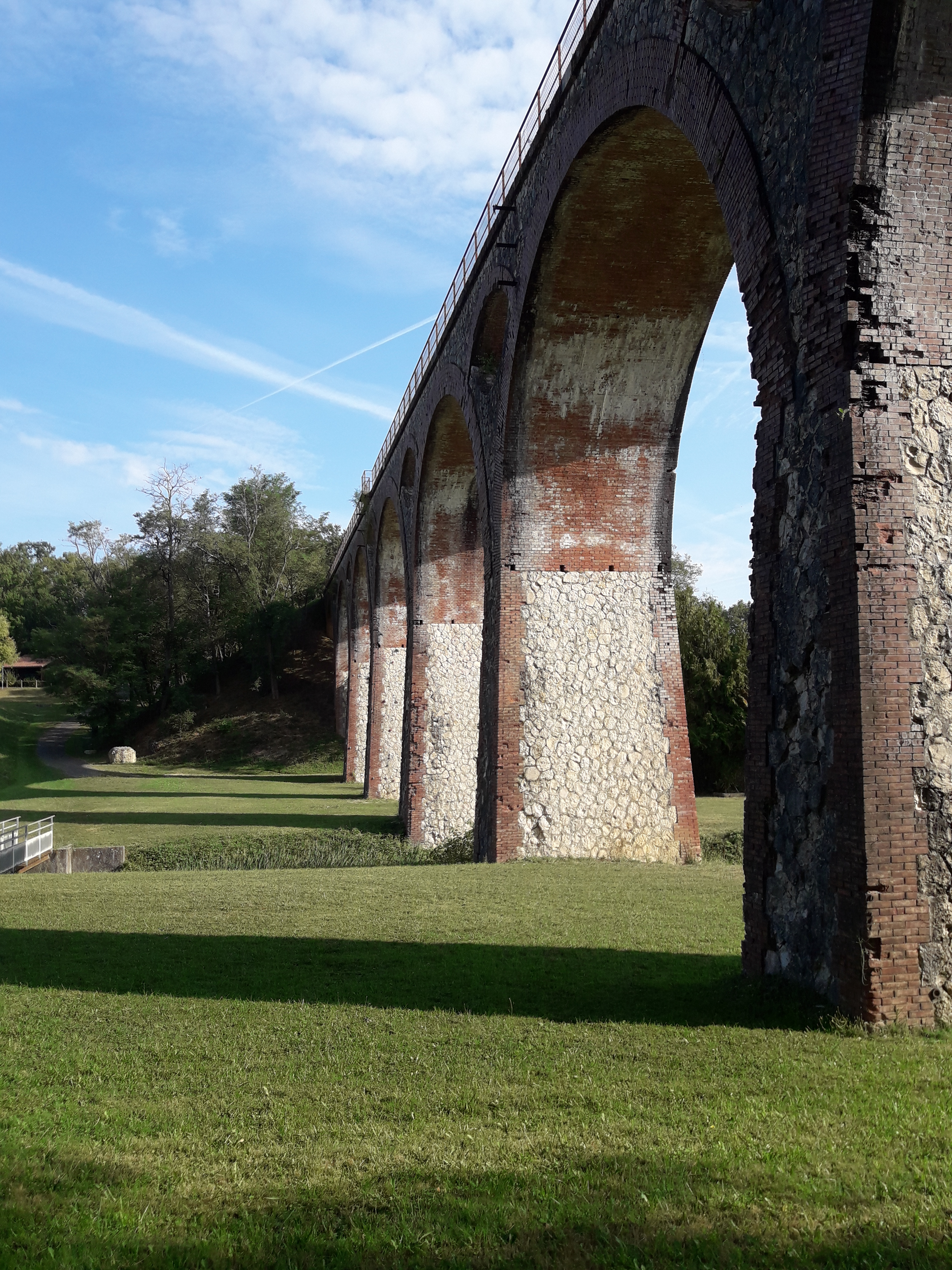
Vue rapprochée.